# Carlos Ramírez Suárez
Carlos Ramírez Suárez (Las Palmas de Gran Canaria, 3 de julio de 1902 – ibid., 30 de agosto de 1978), abogado, escritor y cronista de la isla de Gran Canaria. 

## Infancia y estudios
Era el cuarto hijo de Rafael Ramírez Doreste, abogado y periodista, y de su esposa Dolores Suárez Rey. Cursó sus primeros estudios en el colegio de Pedro Quevedo, en la calle Castillo de Las Palmas de Gran Canaria, y el bachillerato en el Colegio San Agustín de la misma ciudad. La carrera de Derecho la estudió en la Universidad Central de Madrid. Durante su época de estudiante universitario, frecuentó la Biblioteca del Ateneo de Madrid, donde impartió una conferencia en 1923 sobre “D. Benito Pérez Galdós y Canarias”. Allí trabó una íntima amistad con Agustín Millares Carlo, que mantendrían durante toda su vida. En la Facultad de Derecho mostró especial predilección por la rama penal, y fue guiado en ella por el jurista y profesor Luis Jiménez de Asúa, quien le concedió el Premio Extraordinario en la asignatura de Penal. 

## Ejercicio de la abogacía
A su regreso a Las Palmas en 1926 comenzó a ejercer como abogado en el bufete de su primo, Tomás Quevedo Ramírez, hasta que se independizó y abrió despacho propio en su casa de la calle Doctor Chil, donde ejerció durante cincuenta años, hasta su fallecimiento en 1978. Desde su inicio se destacó como criminalista en los procesos de la época. Uno de los casos que más repercusión tuvo en los medios de comunicación fue el llamado proceso de las espiritistas de Telde, en el que obtuvo resonadas absoluciones frente a peticiones de pena máxima.

## Cargos políticos y civiles
En el año 1923, en el Congreso Municipalista que se celebró en Madrid bajo la presidencia del Conde de Vallellano, fue designado representante del Ayuntamiento de Las Palmas de Gran Canaria.
Durante su juventud fue miembro del Partido Republicano Radical. En 1931 fue elegido concejal de la ciudad de Las Palmas en elección popular, donde también desempeñó el cargo de teniente alcalde hasta 1936. En años posteriores fue alcalde de Santa Brígida, consejero del Cabildo Insular de Gran Canaria y presidente de la Junta Administrativa de Obras Públicas.
Entre 1962 y 1967 fue decano del Colegio de Abogados de Las Palmas de Gran Canaria. Durante este periodo el Ministerio de Justicia le concedió la Cruz de Honor de San Raimundo de Peñafort.
Por largo tiempo fue director en Las Palmas de Cáritas Diocesana y presidente de honor de la Alianza Francesa. 

## Actividad literaria
Durante años las crónicas de Carlos Ramírez Suárez aparecieron en la prensa local, relatando el acontecer de la isla y desgranando los recuerdos de su amada ciudad de Las Palmas. Algunas de estas crónicas fueron publicadas en los libros Latidos de mi tierra y En la ruta de mis recuerdos.

## Obras
- Retazos de ética profesional (1956)
- Negocios jurídicos simulados (1955)
- Los contratos fiduciarios en el Derecho moderno (1954)
- Estudio histórico, legal y jurisprudencial de las aguas de regadío en Canarias (1962)
- Latidos de mi tierra (1975)
- En la ruta de mis recuerdos (1976)